# نقولا المني
نقولا المني (1900-1971) موسيقار وملحن لبناني من مؤسسي الاغنية اللبنانية. بدأ التلحين في أواسط العشرينات بتشجيع من عازف الكمان سامي الشوا. انضم إلى الإذاعة اللبنانية عند افتتاحها عام 1938. من أشهر ألحانه لحن أغنية (يا عربجي خفف سيرك) التي انشدتها المطربة لمعات شقيقة الفنانة فريال كريم. لحن نقولا أغاني الفيلم المصري (ليالي الأنس) الذي عرض سنة 1947.

## وصلات خارجية
- نقولا المني على موقع قاعدة بيانات الأفلام العربية
- نقولا المني على موقع ديسكوغز (الإنجليزية)